# Borja Huidobro
Pour les articles homonymes, voir Francisco García, Borja, García, Huidobro et Séverin.
Borja Huidobro, de son vrai nom Francisco de Borja García-Huidobro Severín, né le 10 octobre 1936 à Santiago du Chili, est un architecte chilien, notamment connu pour la réalisation du siège du Ministère de l'Économie et des Finances français à Bercy avec Paul Chemetov.

## Formation
Il entreprend à 19 ans des études de peinture auprès du peintre Nemesio Antúnez. Il enchaîne avec des cours d'architecture à l'université pontificale catholique du Chili, où il se trouve être de la même promotion que Sergio Larraín García Moreno, Emilio Duhart, Mario Pérez de Arce, Héctor Valdés et Fernando Castillo Velasco. Il est diplômé en 1963.

## Carrière
Il arrive en France où il travaille d'abord principalement sur des ZUP.
Il intègre en 1969 l'Atelier d'urbanisme et d'architecture, conjointement avec son collègue péruvien Henri Ciriani. Il y conçoit et réalise d'importants projets publics en France, en Inde et en Chine, au début des années 1980. Il y travaille notamment avec Paul Chemetov, avec qui il développe une vraie complémentarité.
Du coup, en 1998, il fonde avec lui leur propre agence, C+H+ (Chemetov+Huidobro).
Il conserve toujours un lien avec son Chili natal, où il réalise d'importants projets urbanistiques.

## Récompenses
- 1991 - Prix national d'architecture - Chili

## Réalisations
- ZUP :
  - 1959 : ZUP de Mireuil-Saint-Maurice, commune de La Rochelle, avec Louis Simon,
  - 1966 : ZUP de la Pointe du Barrou (Ile de Thau), sur les bords du Bassin de Thau, commune de Sète (Hérault).
- Au sein de l'AUA :
  - 1972 : Décoration de la galerie de l'Arlequin à la Villeneuve de Grenoble, avec Henri Ciriani (art urbain),
  - 1981-1988 : Ministère de l'Économie et des Finances (Bercy), avec Paul Chemetov[2],
  - 1982-1985 : ambassade de France à New Delhi (Inde), avec Paul Chemetov[2],
  - 1989-1994 : Réhabilitation de la grande galerie de l'évolution du Muséum national d'histoire naturelle, avec Paul Chemetov[2],
  - 1991 : Lycée Mozart, Le Blanc-Mesnil, avec Paul Chemetov,
  - 1994 : Bibliothèque-médiathèque, Évreux, avec Paul Chemetov[2]
- Au sein de C+H+ :
  - 1998 : Réhabilitation de l'IUT de Bobigny,
  - 2000 : Bibliothèque municipale, Montpellier[2]
  - 2000-2001 : Palais omnisports Les Arènes, Metz, Jean-Claude Cadoux et l’atelier Gaertner,
  - 2001 : Palais omnisports Les Arènes, Metz[2]
  - 2004  : Stade René-Gaillard, Niort (projet en suspens).